# Yamanner
Yamanner est un virus informatique qui a pour cible les groupes et webmail de la société Yahoo, à la suite d'une faille dans son système existant.

## Description
Yamanner est un virus ciblant seulement les utilisateurs de Yahoo! Mail. Écrit en JavaScript et pesant 6,377 octets, il se présente sous la forme d'un message sans fichier joint intitulé "New Graphic Site" et dont le corps est "Note: forwarded message attached." en utilisant entre autres comme adresse d'expéditeur "av3@yahoo.com".

## Chronologie
12 juin 2006 : Apparition du virus.
13 juin 2006 : Faille de sécurité corrigée, le virus ne peut plus se propager.
Il s'agit de près de 100 000 clients qui auraient été infectés sur les 200 millions de comptes Yahoo!.

## Aspect technique

### Déclenchement
Si le message est ouvert avec Internet Explorer le virus s'exécute immédiatement en exploitant une faille de sécurité de Yahoo! Mail.

### Propagation
Une fois que le virus a été lancé, il s'envoie aux contacts Yahoo! Mail et Yahoo! Groups.

### Charge
Après s'être envoyé aux contacts de l'adresse infectée, il tente d'ouvrir une fenêtre de navigation pour afficher la page "www.av3.net/index.htm" et y envoyer les adresses récupérées.

### Désinfection
Compte tenu de la nature particulière de ce virus, il suffit de vider le cache de son navigateur pour s'en débarrasser.